# Пайович, Йован
Йован Пайович (черног. Јован Пајовић; род. 28 августа 1996, Биело-Полyе) — черногорский футболист, защитник казахстанского клуба «Улытау».

## Карьера
Футбольную карьеру начинал в составе клуба «Единство» Биело-Поле. 28 августа 2016 года в матче против клуба «Петровац» дебютировал в чемпионате Черногории.
В июле 2017 года перешёл в черногорский клуб «Морнар».
1 июля 2022 года стал игроком черногорского клуба «Езеро».
7 июля 2023 года подписал контракт с мальтийским клубом «Биркиркара». 17 сентября 2023 года в матче против клуба «Слима Уондерерс» дебютировал в чемпионате Мальты.

## Достижения
«Морнар»
- Победитель Второй лиги Черногории: 2017/18

## Клубная статистика
| Игровая карьера | Игровая карьера       | Игровая карьера | Лига | Лига | Кубок | Кубок | Межд. | Межд. | Др. | Др. |
| --------------- | --------------------- | --------------- | ---- | ---- | ----- | ----- | ----- | ----- | --- | --- |
| 2016/17         | Единство (Биело-Поле) | А               | 7    | 0    | —     | —     | —     | —     | —   | —   |
| 2017/18         | Морнар                | Б               | ?    | ?    | 2     | 0     | —     | —     | —   | —   |
| 2018/19         | Морнар                | А               | 18   | 0    | 2     | 0     | —     | —     | —   | —   |
| 2019/20         | Подгорица             | А               | 25   | 0    | 2     | 0     | —     | —     | —   | —   |
| 2021/22         | Морнар                | А               | 29   | 2    | —     | —     | —     | —     | —   | —   |
| 2022/23         | Езеро                 | А               | 33   | 5    | —     | —     | —     | —     | —   | —   |
| 2023/24         | Биркиркара            | А               | 10   | 0    | 1     | 0     | 2     | 0     | —   | —   |